# Ivan Děmidov
Ivan Alexejevič Děmidov (rusky Иван Алексеевич Демидов;  * 10. prosince 2005) je ruský hokejový útočník hrající za tým Montreal Canadiens v NHL. V roce 2024 byl draftován v prvním kole z celkového 5. místa klubem Montreal Canadiens.

## Statistiky

### Klubové statistiky
| Sezóna      | Klub          | Soutěž      |    | Základní část | Základní část | Základní část | Základní část | Základní část |    | Play off | Play off | Play off | Play off | Play off |
| Sezóna      | Klub          | Soutěž      | Z  | G             | A             | B             | TM            | Z             | G  | A        | B        | TM       |          |          |
| 2021–22     | SKA Varjagi   | MHL         | 12 | 6             | 8             | 14            | 13            | —             | —  | —        | —        | —        |          |          |
| 2021–22     | SKA-1946      | MHL         | 13 | 3             | 4             | 7             | 8             | —             | —  | —        | —        | —        |          |          |
| 2022–23     | SKA Petrohrad | KHL         | 2  | 0             | 0             | 0             | 0             | —             | —  | —        | —        | —        |          |          |
| 2022–23     | SKA Varjagi   | MHL         | 3  | 0             | 2             | 2             | 4             | —             | —  | —        | —        | —        |          |          |
| 2022–23     | SKA-1946      | MHL         | 41 | 19            | 43            | 62            | 16            | 10            | 5  | 8        | 13       | 6        |          |          |
| 2023–24     | SKA Petrohrad | KHL         | 4  | 0             | 0             | 0             | 0             | —             | —  | —        | —        | —        |          |          |
| 2023–24     | SKA-Neva      | VHL         | 1  | 0             | 0             | 0             | 0             | —             | —  | —        | —        | —        |          |          |
| 2023–24     | SKA-1946      | MHL         | 30 | 23            | 37            | 60            | 20            | 17            | 11 | 17       | 28       | 37       |          |          |
| KHL celkově | KHL celkově   | KHL celkově | 6  | 0             | 0             | 0             | 0             | —             | —  | —        | —        | —        |          |          |

### Reprezentační statistiky
| Rok                       | Tým                       | Soutěž                    | Z | G | A | B | TM |
| ------------------------- | ------------------------- | ------------------------- | - | - | - | - | -- |
| 2021                      | Rusko 18                  | HG-18                     | 5 | 2 | 3 | 5 | 4  |
| Juniorská kariéra celkově | Juniorská kariéra celkově | Juniorská kariéra celkově | 5 | 2 | 3 | 5 | 4  |